# Lenin Preciado
Lenin Preciado Alvarado (Machala, 23 de agosto de 1993) es un deportista ecuatoriano que compite en judo.
Ganó dos medallas en los Juegos Panamericanos, en los años 2015 y 2019, y nueve medallas en el Campeonato Panamericano de Judo entre los años 2014 y 2025.

## Palmarés internacional
| Juegos Panamericanos    | Juegos Panamericanos      | Juegos Panamericanos | Juegos Panamericanos |
| Año                     | Lugar                     | Medalla              | Categoría            |
| ----------------------- | ------------------------- | -------------------- | -------------------- |
| 2015                    | Toronto (Canadá)          | Medalla de oro       | –60 kg               |
| 2019                    | Lima (Perú)               | Medalla de plata     | –60 kg               |
| Campeonato Panamericano |                           |                      |                      |
| Año                     | Lugar                     | Medalla              | Categoría            |
| 2014                    | Guayaquil (Ecuador)       | Medalla de bronce    | –60 kg               |
| 2015                    | Edmonton (Canadá)         | Medalla de bronce    | –60 kg               |
| 2017                    | Ciudad de Panamá (Panamá) | Medalla de plata     | –60 kg               |
| 2018                    | San José (Costa Rica)     | Medalla de oro       | –60 kg               |
| 2019                    | Lima (Perú)               | Medalla de oro       | –60 kg               |
| 2020                    | Guadalajara (México)      | Medalla de bronce    | –60 kg               |
| 2021                    | Guadalajara (México)      | Medalla de oro       | –60 kg               |
| 2024                    | Río de Janeiro (Brasil)   | Medalla de bronce    | –66 kg               |
| 2025                    | Santiago (Chile)          | Medalla de bronce    | –66 kg               |